# Hobopok
Hobopok, pseudonyme de Jean-Christophe Dalléry, est un illustrateur et dessinateur de bande dessinée français, né en 1966 à Saint-Étienne.

## Biographie
Né en 1966 à Saint-Étienne, Jean-Christophe Dalléry séjourne sur l'île de La Réunion à l'occasion de son service national. Il y collabore au Cri du Margouillat, un magazine de bande dessinée et d'informations satiriques local, sous le nom de plume d'Hobopok, peut-être inspiré de Новороссийск, le nom en langue russe de la ville de Novorossiisk. Il y publie le strip satirique Le Temps béni des colonies, qui relate les aventures teintées de sado-masochisme d'un colon blanc, Bwana, et de son esclave noir, Coco. Ces strips ont été recueillis en 1998 dans un album publié à La Réunion aux éditions Centre du Monde, réédité en 2012 dans une nouvelle version.
Chez le même éditeur, Hobopok a plus tard participé aux albums collectifs Marmites créoles en 2010,, Musiques créoles en 2011, et Légendes créoles en 2013. Depuis 2012, il s'occupe en outre de la direction artistique de la collection de bande dessinée africaine L'Harmattan BD dirigée par Christophe Cassiau-Haurie aux Éditions L'Harmattan.
En 2009, il co-traduit de l'afrikaans, avec Catherine du Toit, la BD Rats et chiens de Conrad Botes, qui parait chez Cornélius.
Jean-Christophe Dalléry a également collaboré notamment à Nord Éclair à Roubaix, à La Vie financière à Paris ou encore à Cambodge Soir à Phnom Penh. 
Il participe dès 2013 à la revue littéraire Kanyar en publiant dans le numéro 2 la nouvelle Borussia Daressalam, puis une suite, Rififi sur le Rufiji, dans le numéro 5. Il participe également à la revue Le Cri du Margouillat et il en est aujourd'hui le maquettiste. Il a consacré en 2020 une monographie à l'œuvre du dessinateur français Michel Faure.

## Publications
- Le Temps béni des colonies, 1998, Centre du Monde, réédition 2012
- L'Art et la Manière de Michel Faure, 2020, Centre du Monde